# Nysa Szalona
Nysa Szalona (dawniej Nissa Szalona lub Szalona Nissa; niem. Wüthende Neisse lub Wütende Neisse) – rzeka, prawy dopływ Kaczawy o długości 53,54 km.
Rzeka płynie w województwie dolnośląskim. Wypływa z pn.-zach. stoku Pustelnika (575 m n.p.m.) w Masywie Krąglaka w Górach Wałbrzyskich w okolicach Domanowa, lecz źródła licznych potoków np. Sadówki, które zasilają jej początkowy bieg są rozsiane na pograniczu Gór Kaczawskich i Pogórza Bolkowskiego. Przepływa przez Bolków i Jawor. W Bolkowie wpada do niej Rochowicka Woda. 
Przy ujściu w okolicach Dunina, płynąc u stóp wznoszącej się na około 18–23 m ponad lustrem rzeki stromizny Płaskowyżu Janowickiego, rzeka ma około 10 m szerokości i 0,5 m głębokości. Obfitość wody w rzece jest wynikiem wpadania do niej licznych potoków: Sadówki, Nysy Małej, Paszówki, Jawornika, które mają swe źródła w lasach Pogórza Kaczawskiego. W okolicach ujścia znajduje się jedyne w Polsce eksploatowane złoże haloizytu.

## Historia

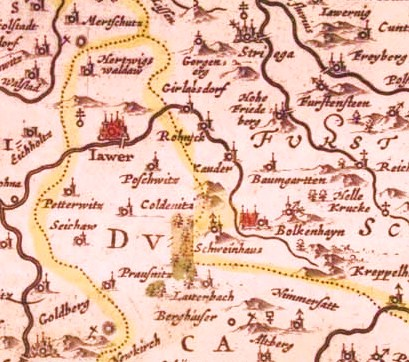
Nysa Szalona na mapie z 1645 r. (w centrum mapy)

Rzeka odegrała dużą rolę w mającej miejsce w 1813 r. bitwie nad Kaczawą. Wysoki poziom wody utrudniał francuskim wojskom przedostanie się na wschodni brzeg Nysy. Wartki nurt porywał wozy z zaopatrzeniem, żołnierzy, konie, a nawet całe armaty. Po bitwie, wycofujący się Francuzi, stłoczeni na jedynym w okolicy moście nad Nysą w Krajowie, zostali zmasakrowani przez śląską konnicę wroga. Żołnierze, którym nie udało się przejść na drugi brzeg, uciekali przed kawalerią do rzeki, próbując ją przepłynąć, Nysa jednak wtedy była bardzo wartka i głęboka, więc większość ludzi utonęła.
W latach 1974–1978 na rzece utworzono zbiornik retencyjny Słup. W 1997 roku Nysa Szalona w czasie powodzi tysiąclecia zalała niektóre tereny położone wzdłuż jej biegu.